# Мађарска на Европском првенству у атлетици у дворани 1972.
Мађарска је учествовала на 3. Европском првенству у атлетици у дворани 1972. одржаном у Греноблу, 11. и 12. марта. Репрезентацију Мађарске на њеном трећем учешћу на европским првенствима у дворани представљао је 6 спортиста (4 мушкрца и 2 жене) који су се такмичили у 5 дисциплина 3 мушке и 2 женске.
На овом првенству Мађарска је освојила једну златну медаљу, а најуспешније је био освајач друге златне медаљњ Иштван Мајор. Са једмом златном медаљом Мађарска је у укупном пласману заузела 7 место од 14 земаља које су на овом првенству освајале медаље, односно 23 земље учеснице.
У табели успешности према броју и пласману такмичара који су учествовали у финалним такмичењима (првих 8 такмичара) Мађарска је са 4 учесником у финалу и 20 бодова заузела 8 место, [ од 23 земље које су имале представнике у финалу, односно све су имале представнике у финалу
| Плас. | Земља    | 1. место | 2. место | 3. место | 4. место | 5. место | 6. место | 7. место | 8. место | Бр. финал. - Бод. |
| ----- | -------- | -------- | -------- | -------- | -------- | -------- | -------- | -------- | -------- | ----------------- |
| 8.    | Мађарска | 1 − 8    | −        | −        | 2 − 10   | −        | −        | 1 − 2    | −        | 4 − 20            |

## Учесници
| Бр. | Дисциплина  | Мушкарци                  | Жене           | Укупно |
| --- | ----------- | ------------------------- | -------------- | ------ |
| 1.  | 800 м       | Андраш Жинка              | Марта Велекеи  | 2      |
| 2.  | Скок увис   | Иштван Мајор Јожеф Тихањи | Магдолна Комка | 3      |
| 3.  | Скок мотком | Роберт Штајнхакер         |                | 1      |
|     | Укупно (3)  | 4                         | 2              | 6      |

## Освајачи медаља
- Злато

1. Иштван Мајор — Скок увис

## Резултати

### Мушкарци
| Атлетичар         | Дисциплина  | Лични рекорд | Квалификације | Квалификације | Полуфинале | Полуфинале | Финале   | Финале | Детаљи |
| Атлетичар         | Дисциплина  | Лични рекорд | Резултат      | Место         | Резултат   | Место      | Резултат | Место  | Детаљи |
| ----------------- | ----------- | ------------ | ------------- | ------------- | ---------- | ---------- | -------- | ------ | ------ |
| Андраш Жинка      | 800 м       |              | 2:00,19       | 3. у гр. 1 КВ |            |            | 1:50,62  | 4 / 9  |        |
| Иштван Мајор      | скок увис   |              |               |               |            |            | 2,24 ЛРд |        |        |
| Јожеф Тихањи      | скок увис   |              | 2,14 ЛРд      | 7. / 15       |            |            |          |        |        |
| Роберт Штајнхакер | скок мотком |              | 4.70 ЛРд      | 10. / 10 (12) |            |            |          |        |        |

### Жене
| Атлетичарка    | Дисциплина | Лични рекорд | Квалификације | Квалификације | Полуфинале | Полуфинале | Финале                | Финале  | Детаљи |
| Атлетичарка    | Дисциплина | Лични рекорд | Резултат      | Место         | Резултат   | Место      | Резултат              | Место   | Детаљи |
| -------------- | ---------- | ------------ | ------------- | ------------- | ---------- | ---------- | --------------------- | ------- | ------ |
| Марта Велекеи  | 800 м      |              | 2:09,69       | 5. у гр. 2    |            |            | Није се квалификовала | 9 / 11  |        |
| Магдолна Комка | скок увис  |              |               |               |            |            | 1,84                  | 4. / 13 |        |

## Биланс медаља Мађарске после 3. Европског првенства у дворани 1970—1972.
|     | ЕП     |   |   |   |   | УП |
| 1.  | 1970.  | 0 | 0 | 0 | 0 | 0  |
| 2.  | 1971.  | 1 | 0 | 1 | 2 | 9. |
| 3.  | 1972.  | 1 | 0 | 0 | 1 | 9. |
| 1-3 | Укупно | 2 | 0 | 1 | 3 | 9. |
| --- | ------ | - | - | - | - | -- |

|    | ЕП           |   |   |   |   |
| 1. | Иштван Мајор | 2 | 0 | 0 | 2 |
| -- | ------------ | - | - | - | - |

## Мађарски освајачи медаља  после 3. Европског првенства у дворани 1970—1972.
|    | Атлетичар/ка     | м | ж | ЕП       | Дисциплина |   |   |   |   |
| -- | ---------------- | - | - | -------- | ---------- | - | - | - | - |
| 1. | Иштван Мајор (1) | м |   | 1971.    | скок увис  |   |   |   |   |
| 2. | Ендре Келемен    | м |   | 1971.    | скок увис  |   |   |   | 2 |
|    |                  |   |   |          |            |   |   |   |   |
| 3. | Иштван Мајор (2) | м |   | 1972.    | скок увис  |   |   |   | 1 |
|    | Укупно           | 3 | 0 | 1970—72. |            | 2 | 0 | 1 | 3 |